# (10036) McGaha
(10036) McGaha es un asteroide perteneciente al cinturón de asteroides descubierto el 24 de julio de 1982 por Edward L. G. Bowell desde la Estación Anderson Mesa, en Flagstaff, Estados Unidos.

## Designación y nombre
McGaha se designó inicialmente como 1982 OF.
Posteriormente, en 2001, fue nombrado en honor del astrónomo estadounidense James E. McGaha.

## Características orbitales
McGaha está situado a una distancia media del Sol de 2,435 ua, pudiendo alejarse hasta 2,996 ua y acercarse hasta 1,874 ua. Tiene una excentricidad de 0,2304 y una inclinación orbital de 3,814 grados. Emplea en completar una órbita alrededor del Sol 1388 días. El movimiento de McGaha sobre el fondo estelar es de 0,2594 grados por día.

## Características físicas
La magnitud absoluta de McGaha es 13,9.